# Valeria Ogășanu
Valeria Ogășanu, cunoscută și ca Valeria Marian, (n. 23 septembrie 1946, București, România – d. 26 februarie 2023) a fost o actriță română de teatru și film. S-a născut la 23 septembrie 1946 în București, România. A absolvit Institutul de Artă Teatrală și Cinematografie în 1969. În 1968 a jucat primul rol în filmul Vin cicliștii. Alte roluri notabile in filme: Brigada Diverse intră în acțiune (1971), Frații Jderi (1974), Alarmă în Deltă (1976). Joacă pe scena teatrului „Bulandra” din București. A fost căsătorită cu actorul Virgil Ogășanu. Împreună au avut un fiu pe nume Mihai Ogășanu.

## Filmografie
- Vin cicliștii (1968), în regia lui Aurel Miheleș;
- Brigada Diverse intră în acțiune (1970) - Lucia Manolache, în regia lui Mircea Drăgan;
- Mihai Viteazul (1971), în regia lui Sergiu Nicolaescu;
- Janus Kopf (1972), în regia lui Kurt Maetzig;
- Un august în flăcări (1973), regia Radu Gabrea, Doru Năstase, Dan Pița, Alexandru Tatos
- Frații Jderi (1974) - jupânița Nasta, în regia lui Mircea Drăgan;
- Alarmă în Deltă (1976), în regia lui Gheorghe Naghi;
- Saltimbancii (1981);
- Trandafirul galben (1982), regia Doru Năstase;
- Un saltimbanc la Polul Nord (1982), regia Elisabeta Bostan;
- Uimitoarele aventuri ale muschetarilor (1988) - voce
- Fiul stelelor (1988) - voce
- Călătoriile lui Pin-Pin (1990) - voce
- De-aș fi Peter Pan (1992), regia Gheorghe Naghi.